# Cellarinella weddelli
Cellarinella weddelli är en mossdjursart som beskrevs av Moyano och Ristedt 2000. Cellarinella weddelli ingår i släktet Cellarinella och familjen Sclerodomidae. Inga underarter finns listade i Catalogue of Life.